# ولسوالی چاه‌آب
چاه‌آب یکی از شهرستان‌های استان تخار در شمال خاوری افغانستان است.
چاه آب از جنوب با شهرستان رستاق از شمال با دریای آمو و کشور تاجکستان، از غرب با شهرستان ینگی‌قلعه و از شرق با شهر بزرگ استان بدخشان همسایه است. با جمعیت بیش از ۱۲۰٬۰۰۰ نفر دومین شهرستان پرنفوس تخار به‌شمار می‌رود. اکثریت مردم چاه آب به زراعت، مالداری و تجارت مشغول اند.
در کنار موارد بالا مردم این شهرستان به صنایع کلالی، چرمگری، حلبی سازی و … سالهاست دسترسی داشته و مشغول کار اند.
بزکشی و پهلوانی سرگرمی مورد علاقه مردم چاه آب است.
علاقه وافر مردم شهرستان چاه آب به کسب دانش و هنر باعث شده که همواره این شهرستان را به عنوان چاه آب فرهنگی یاد کنند؛ عبدالله عارف چاه آبی، شهیر داریوش، ادهم کاوه، جمشید شعله و مرحوم عین الدین عینی بر جسته‌ ترین شاعران چاه آب به‌شمار می‌روند. مولوی حسام الدین حسام،مولوی اکرام الدین دیوبندی و مولوی معین الدین تربت از علمای دینی این ولسوالی میباشد
همچنان در عرصه موسیقی محلی افغانستان نام آورانی چون عبدالرحیم چاه آبی، عبد الولی چاه آبی و تاج محمد چاه آبی از این خطه سر برآورده و سالهاست نوای خوش آیند موسیقی محلی تخارستان را به گوش دوست داران هنر رسانیده و زینت بخش محافل مردمان این مرز و بوم هستند.
مردم شهرستان چاه آب تاجیک بوده و بصورت عموم به زبان فارسی صحبت میکنند
معادن طلا 
1-معدن طلای سمتی 
این معدن در جوار معدن طلای نورآبه قرار دارد ذخیره معدن طلای این کان از 12 تا 24 تن تخمین شده است معدن طلای سمتی با داشتن 1700متر عرض و 8000 متر طول در هر متر مکعب 100ملی گرم طلا دارد 
2-معدن طلای نورآبه این معدن نیز ولسوالی چاه آب دهکده نورابه موقعیت دارد ذخیره مجموعی طلای نورابه 260 تن تخمین شده که 850 کیلو طلای آن خالص میباشد 